# Ritorna la vita
Ritorna la vita (Retour à la vie) è un film a episodi del 1949 diretto da André Cayatte (Le Retour de Tante Emma), Henri-Georges Clouzot (Le Retour de Jean), Jean Dréville (Le Retour de René e Le Retour de Louis) e Georges Lampin (Le Retour d'Antoine).